# 东京书籍
东京书籍株式会社是以教科书为主要出版事业的企业，简称东书。

## 概要
2009年成立100周年，日本最大的教科书出版公司，另外学习参考书和普通书籍（主要是教育相关的书，人文书、文艺书）也很多，出版等业务领域广泛。凸版印刷为母公司。

## 教科书
文部科学省审定的教科书
- 面向小学9门学科（国语、社会、算术、理科、生活、音乐、美术、家庭、保健）发行。
- 面向中学7门学科（国语，社会，数学，科学，技术·家庭，保健体育，英语）发行。
- 面向高中9种门学科（国语，地理，历史，公民，数学，理科、英语、家庭、信息、书法）发行。

日本教育业界的龙头企业，从北海道到冲绳全国广泛地被采纳。特别小学、中学使用的教科书在首都圈乃至东北（特别是岩手、宫城、福岛），北关东（特别是埼玉・群马县）、甲信越、北陆、九州（特别是福冈、大分、长崎、熊本）通过使用率非常高。
教科书类75，277种外挂图，原画，印版资料等“现代教科书相关资料”，在2009年被评为国家重要文化财指定。

## 主要的出版物
- 学校使用的教材。
- 高中教材的新开发（数学参考书）。

## 其他
- 东书文库-东京都北荣町区。创立25周年的纪念活动，1936年（昭和11年）开设的教科书图书馆，为日本近代化文化遗产。
- 東京書籍於1986年以「Keisan Game」品牌名义，开发与发行电脑游戏学习游戏、游戏软件等，1989年更名為「Tonkin House」，1997年3月由新成立的子公司「東京書籍Media Factory」接管[1]。2004年退出遊戲業務，「東京書籍Media Factory」更名為「學習調査Edufron」，之後母公司東京書籍一直接管了Tonkin House品牌至2006年結束（官方網站於2008年1月31日關閉）。

## 关联公司
- 凸版印刷

东洋油墨制造有限公司
- 株式会社リーブル科技（2009年11月东京书籍印刷株式会社变更名称），当然除东京书籍以外的出版社也广泛地接受订货。ASCII和技术评论社TeX组成的书籍的大部分的订单。东京书籍检定教科书中得到巨大的市场份额的情况也有，教科书的印刷在图书印刷并列的规模。
- 东京物流规划株式会社
- 东京书籍信托银行

## 外部連結
- 官方網站（页面存档备份，存于）